# Un-Break My Heart
«Un-Break My Heart» (с англ. — «Не разбивай мне сердце») — песня американской певицы Тони Брэкстон из её второго альбома Secrets (1996). В ноябре того же года также была издана отдельным синглом. (Это был второй сингл c этого альбома, после «You’re Makin’ Me High» / «Let It Flow».)
Песня стала международным хитом. В США она 11 недель была на 1 месте чарта Billboard Hot 100 (а также достигла 1 места в танцевальном и adult-contemporary-чартах того же журнала «Билборд»). В Европе песня была в первой пятёрке в более чем 10 странах, причём в четырёх из них — в Австрии, Бельгии (Валлонии), Швеции и Швейцарии — побывала на 1 месте.
В 1997 году песня была отмечена «Грэмми» в категории «Лучшая женская вокальная работа в жанре поп».
Когда в 1998 году «Билборд» праздновал сороковую годовщину своих чартов (1958—1998), журнал провозгласил песню «Un-Break My Heart» самой успешной сольной песней в истории своего чарта Billboard Hot 100.

## История создания
Песня была написана композитором и автором песен Дайан Уоррен в 1995 году.
Когда Уоррен сыграла готовую песню президенту лейбла Arista Records, Эл Эй Риду, он подумал, что она отлично подойдет альбому Брэкстон. Когда Un-Break My Heart была отправлена Тони, она ей не понравилась. Позднее Уоррен скажет:

Тони ненавидела эту песню. Она не хотела её исполнять. Но Рид смог убедить её записать песню, и позже она стала её визитной карточкой. После записи этой песни Брэкстон подошла к Уоррену и объяснила, почему она скептически относится к ней и не хочет ещё одного трека о разбитом сердце.
11 ноября 1996 года песня Un-Break My Heart была выпущена в качестве второго сингла с альбома Secrets.

## Композиция
Спродюсированная Дэвидом Фостером, Un-Break My Heart — это четырёхминутная баллада в стиле R&B.
В песне говорится о жгучем горе, в котором Брэкстон умоляет бывшего любовника вернуться и исправить причиненную им боль. Дэвид Уиллоуби, автор книги «Мир музыки» (2009), пишет, что нескольких фраз, таких как не оставляй меня наедине с этой болью, достаточно, чтобы понять всю печаль и тоску в этой песне.
Песня была ремикширована несколькими диджеями, такими как Hex Hector, Frankie Knuckles и Soul Solution.

## Критика
Рецензент с сайта Dotdash Марк Эдвард Неро назвал композицию Un-Break My Heart одной из лучших песен R&B о расставании и назвал её лучшей песней Брэкстон. Далее он прокомментировал:

Боже, эта песня настолько печальна, что может заставить людей плакать часами.— 
В 1997 году песня Un-Break My Heart получила премию Грэмми за «Лучшее женское поп-вокальное исполнение».
Боб Маккенн, автор «Энциклопедии афроамериканских актрис в кино и на телевидении» (2010), считал песню одной из самых навязчивых R&B композиций, созданных когда-либо, в то время как журналист, Роберт Кристгау назвал её чудесной и объяснил, что чудо заключается в том, что ее написала Дайан Уоррен, и вы захотите услышать её снова.
Критик, Дэйв Шолин прокомментировал:

Большинству из тех, кто услышит эту композицию Дайан Уоррен, созданную под умелым руководством Дэвида Фостера, потребуется несколько минут, чтобы снова начать нормально дышать.— 
Критики добавили, что музыка здесь, помимо акустической гитары, абсолютно вторична по сравнению с вокальным мастерством Тони и нежным текстом. Журналист Spin, Чарльз Аарон положительно отозвался о песне и пошутил:

Эта изысканно созданная, разбивающая сердце, песня звучит в моем продуктовом магазине уже около года, я просто хотел бы написать, что если она когда-нибудь прекратится, я действительно буду убит горем.— 
Рецензируя альбом, Стивен Томас Эрлевайн из Allmusic сказал, что песни, спродюсированные Дэвидом Фостером, слишком предсказуемы из-за их нарочитой коммерческой привлекательности. Однако он отметил, что Брэкстон, благодаря своим вокальным способностям, удается наполнить песни жизнью и страстью, которые придают им глубину. Кен Такер из Entertainment Weekly считал трек настолько сентиментальным и в то же время настолько хитовым, что даже переплюнул песни Дайаны Росс.

## Видеоклип
Лейбл LaFace Records заказал музыкальное видео режиссёру Биллу Вудраффу. Концепция развивается вокруг расставания Брэкстон с её возлюбленным, которого играет модель Тайсон Бекфорд. В начале видео Бекфорд выходит из дома, а Брэкстон целует его на прощание, затем она идёт проверить почтовый ящик. После того как Тайсон покидает гараж, ему навстречу внезапно выскакивает машина, и происходит авария, оставляя его лежащим на улице, и Брэкстон плачет над его телом. Затем она ходит по дому, вспоминая их лучшие моменты, такие как плавание в бассейне и игра в Твистер. Во время финального припева Брэкстон поёт песню во время своего концерта, делая отсылку на фильм Звезда родилась. Когда аплодисменты усиливаются, видео постепенно исчезает. Премьера клипа состоялась 10 сентября 1996 года на канале MTV.

## Чарты
| Чарт (1996—1997)                      | Место в чарте |
| ------------------------------------- | ------------- |
| Австралия (ARIA)                      | 6             |
| Австрия (Ö3 Austria Top 40)           | 1             |
| Бельгия/Фландрия (Ultratop 50)        | 2             |
| Бельгия/Валлония (Ultratop 50)        | 1             |
| Belgium Dance (Ultratop)              | 13            |
| Канада (RPM Top Singles)              | 5             |
| Канада (RPM Adult Contemporary)       | 1             |
| Канада (RPM Dance/Urban)              | 15            |
| Czech Republic (IFPI CR)              | 4             |
| Denmark (IFPI)                        | 2             |
| Europe (Eurochart Hot 100)            | 1             |
| Финляндия (Suomen virallinen lista)   | 5             |
| Франция (SNEP)                        | 8             |
| Германия (GfK)                        | 2             |
| Hungary (Mahasz)                      | 5             |
| Iceland (Íslenski Listinn Topp 40)    | 2             |
| Ирландия (IRMA)                       | 2             |
| Italy (Musica e dischi)               | 7             |
| Нидерланды (Dutch Top 40)             | 2             |
| Нидерланды (Single Top 100)           | 2             |
| Новая Зеландия (Recorded Music NZ)    | 18            |
| Норвегия (VG-lista)                   | 2             |
| Poland (LP3)                          | 1             |
| Romania (Romanian Top 100)            | 1             |
| Scotland (Official Charts Company)    | 5             |
| Spain (AFYVE)                         | 2             |
| Швеция (Sverigetopplistan)            | 1             |
| Швейцария (Schweizer Hitparade)       | 1             |
| Taiwan (IFPI)                         | 2             |
| UK Singles (Official Charts Company)  | 2             |
| UK R&B (Official Charts Company)      | 1             |
| США (Billboard Adult Contemporary)    | 1             |
| США (Billboard Hot 100)               | 1             |
| США (Billboard Dance Club Songs)      | 1             |
| США (Billboard Hot R&B/Hip-Hop Songs) | 2             |
| США (Billboard Pop Airplay)           | 2             |
| США (Billboard Rhythmic)              | 1             |

| Чарт (1996)                          | Место в чарте |
| ------------------------------------ | ------------- |
| Netherlands (Dutch Top 40)           | 15            |
| Netherlands (Single Top 100)         | 10            |
| Eurochart Hot 100                    | 80            |
| Sweden (Sverigetopplistan)           | 9             |
| UK Singles (Official Charts Company) | 13            |
| US Billboard Hot 100                 | 81            |
| US Hot R&B/Hip-Hop Songs (Billboard) | 87            |

| Chart (1997)                      | Position |
| --------------------------------- | -------- |
| Australia (ARIA)                  | 34       |
| Austria (Ö3 Austria Top 40)       | 6        |
| Belgium (Ultratop Flanders)       | 13       |
| Belgium (Ultratop Wallonia)       | 8        |
| Canada Top Singles (RPM)          | 32       |
| Canada Adult Contemporary (RPM)   | 2        |
| Eurochart Hot 100                 | 6        |
| France (SNEP)                     | 29       |
| Germany (Official German Charts)  | 13       |
| Romania (Romanian Top 100)        | 5        |
| Sweden (Sverigetopplistan)        | 17       |
| Switzerland (Schweizer Hitparade) | 7        |
| US Billboard Hot 100              | 4        |
| US Billboard R&B/Hip Hop Chart    | 18       |
| US Mainstream Top 40 (Billboard)  | 14       |
| US Rhythmic (Billboard)           | 6        |

| Чарт (1990—1999)     | Место в чарте |
| -------------------- | ------------- |
| US Billboard Hot 100 | 4             |

| Чарт (1958—2018)     | Место в чарте |
| -------------------- | ------------- |
| US Billboard Hot 100 | 15            |

## Сертификации
| Регион | Сертификация  | Продажи   |
| --- | ------------- | --------- |
| Австралия (ARIA) | Платиновый    | 70 000^   |
| Австрия (IFPI Austria) | Золотой       | 25 000*   |
| Бельгия (BEA) | Платиновый    | 50 000*   |
| Франция (SNEP) | Золотой       | 250 000*  |
| Германия (BVMI) | Платиновый    | 500 000^  |
| Нидерланды (NVPI) | Платиновый    | 75 000^   |
| Новая Зеландия (RMNZ) | Золотой       | 5000*     |
| Норвегия (IFPI Norway) | 2× Платиновый | 20 000*   |
| Швеция (GLF) | Платиновый    | 30 000^   |
| Швейцария (IFPI Switzerland) | Золотой       | 25 000^   |
| Великобритания (BPI) | 2× Платиновый | 1 200 000 |
| США (RIAA) | Платиновый    | 2 400 000 |
| * Данные о продажах приведены только на основе сертификации. · ^ Данные о тиражах приведены только на основе сертификации. · Данные о продажах + прослушиваниях приведены только на основе сертификации. |               |           |